# Uredopeltis flavae
Uredopeltis flavae är en svampart som beskrevs av Mennicken, W. Maier & Oberw. 2005. Uredopeltis flavae ingår i släktet Uredopeltis och familjen Phakopsoraceae.   Inga underarter finns listade i Catalogue of Life.